# 加斗村
加斗村（かとむら）は福井県大飯郡にあった村。現在の小浜市の北西端、小浜線勢浜駅・加斗駅の周辺及びおおい町長井にあたる。

## 地理
- 海洋 ： 小浜湾
- 山岳 ： 飯盛山

## 歴史
- 1889年（明治22年）4月1日 - 町村制の施行により、長井村、鯉川村、岡津村、本所村、飯盛村、西勢村及び東勢村の区域をもって、加斗村が発足する。
- 1955年（昭和30年）
  - 1月10日 - 大字長井の区域を本郷村に編入する。
  - 2月21日 - 小浜市に編入する。

## 交通

### 鉄道路線
- 日本国有鉄道
  - 小浜線
    - 加斗駅

現在は旧村域に勢浜駅が所在するが、当時は未開業。

### 道路
- 国道27号

現在は旧村域に舞鶴若狭自動車道の小浜西インターチェンジ・加斗パーキングエリアが所在するが、当時は未開通。